# ويلدت (فوهة)

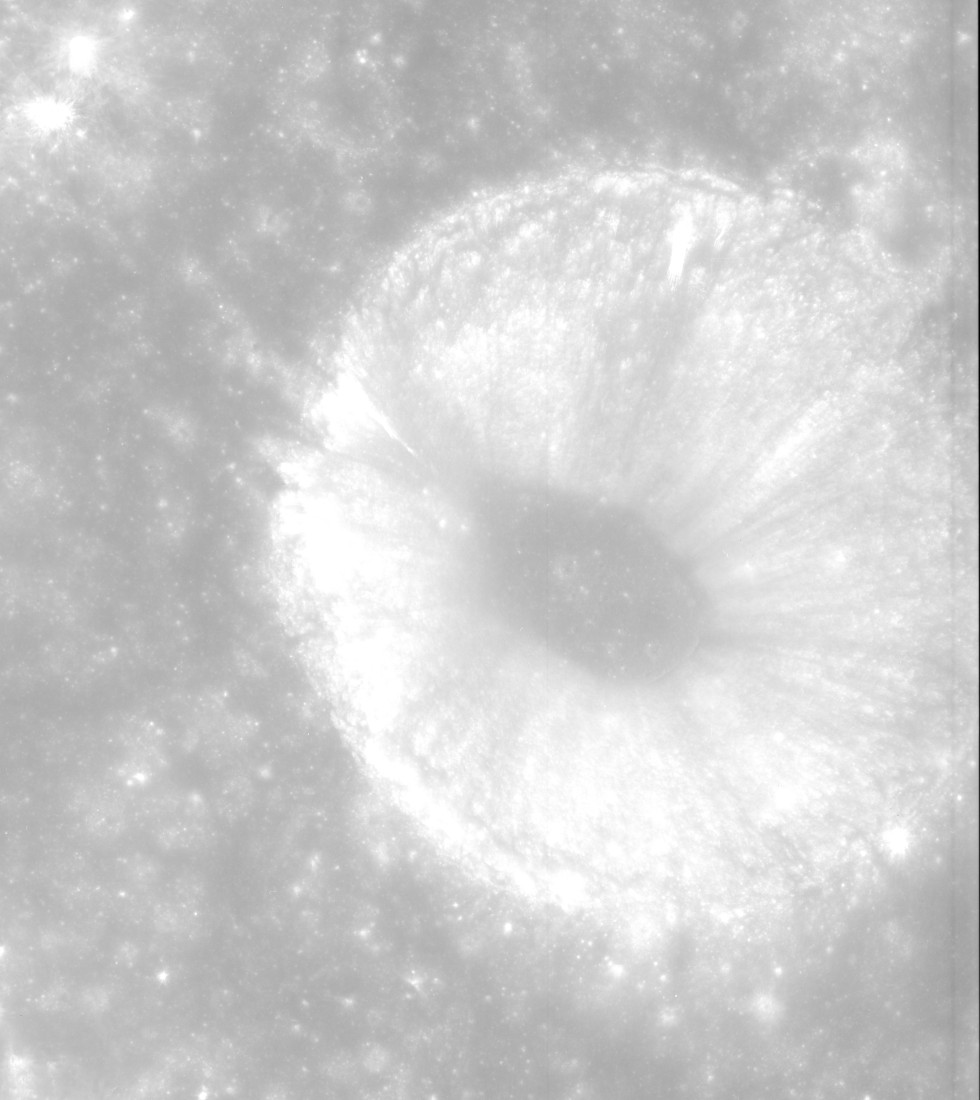
فوهة ويلدت

ويلدت (بالإنجليزية: Wildt) هي فوهة قمرية صدمية صغيرة تقع بالقرب من الطرف الشرقي للقمر. سمّيت الفوهة سابقًا باسم كوندورسيت ك (بالإنجليزية: Condorcet K) قبل إعادة تسميته من قبل الاتحاد الفلكي الدولي.

## روابط خارجية
- LTO-63A3 Wildt — L&PI خريطة طبوغرافية